# La sirène du Mississippi
La sirène du Mississippi (dansk: Den falske brud) er en fransk film fra 1969, der er instrueret af Francois Truffaut

## Handling
Filmen handler om Louis Mahé, der ejer en tobaksplantage på øen Reunion og som forelsker sig i en kvinde, som han kun kender fra
en kontaktannonce. På et tidspunkt mødes de to og det viser sig, at hun udover at have medvirket til, at smide hans elskede i havet også
franarrer ham hans formue. Hun får ham sågar til at begå et mord for hende og prøver efterfølgende at forgive ham. Han er imidlertid
så forelsket i hende, at han ikke alene tilgiver hende men også forstår hendes motiver.

## Medvirkende
- Jean-Paul Belmondo - Louis Mahé
- Catherine Deneuve - Julie Roussel / Marion Vergano
- Nelly Borgeaud - Berthe
- Martine Ferrière - Landlady
- Marcel Berbert - Jardine
- Yves Drouhet - Detective
- Michel Bouquet - Comolli
- Roland Thénot - Richard

## Andet
Filmen er hovedsageligt optaget på Reunion og i Victorine studierne i Nice.